# Loza
Loza är en ort i Tjeckien.   Den ligger i regionen Plzeň, i den västra delen av landet, 80 km väster om huvudstaden Prag. Loza ligger 445 meter över havet och antalet invånare är 266.
Terrängen runt Loza är huvudsakligen platt, men åt nordväst är den kuperad. Runt Loza är det ganska tätbefolkat, med 248 invånare per kvadratkilometer. Närmaste större samhälle är Plzeň, 17,4 km söder om Loza. I omgivningarna runt Loza växer i huvudsak blandskog.